# Stefan Heinz
Pour les articles homonymes, voir Heinz.
Stefan Heinz (né le 11 février 1979 à Berlin) est un politologue et historien allemand.

## Biographie
Heinz étudie les sciences politiques et l'histoire à l'Université libre de Berlin. En 2005, il termine ses études par un diplôme en sciences politiques. En 2009, Heinz obtient son doctorat avec une étude sur les syndicats historiques et la recherche du KPD sous la direction de Siegfried Mielke. Heinz travaille d'abord comme assistant de Mielke et de 2007 à 2010 est chargé de cours à l'Institut Otto-Suhr de l'Université libre de Berlin. De 2010 à début 2019, il travaille comme assistant de recherche au Département de sciences politiques et sociales de l'Université libre de Berlin à l'Institut Otto Suhr. Depuis avril 2019, Heinz travaille comme associé de recherche pour le Département de la culture et de l'Europe du Sénat (de) de Berlin au Mémorial de la Résistance allemande.
Heinz traite de l'histoire du national-socialisme et des deux États allemands. Ses recherches portent sur les recherches associatives, syndicales et résistantes. Surtout, il recherche la persécution et la résistance dans l'État national-socialiste. Heinz s'engage à mieux prendre en compte et apprécier la résistance syndicale contre le national-socialisme dans la culture du souvenir en Allemagne, y compris dans le cadre des événements commémoratifs marquant l'anniversaire de la tentative d'assassinat ratée d'Hitler le 20 juillet 1944 .
Depuis 2012, Heinz est co-éditeur de la série de livres universitaires « Gewerkschafter im Nationalsozialismus. Verfolgung – Widerstand – Emigration », publié par Metropol Verlag à Berlin.
Heinz est membre de plusieurs sociétés et associations scientifiques spécialisées, dont la Communauté de recherche du 20 juillet (de), à l'Union des historiens allemands, à la Société Ernst-Reuter (de), à l'Association de promotion de la recherche sur l'histoire du mouvement ouvrier, au Groupe de promotion des archives et bibliothèques sur l'histoire du mouvement ouvrier (de), au Bureau de travail du groupe de recherche sur les partis de l'Association allemande de science politique (de) et du Forum historique de la social-démocratie.

## Prix
- 2010: "Herbert Wehner Grant" de la Fondation Friedrich-Ebert pour la thèse "Moskaus Söldner?"[3]
- 2013: "Mention honorable" de l'Association internationale d'histoire du travail[4] pour le livre "La résistance oubliée des travailleurs"[5] publié en collaboration avec l'historien Hans Coppi (de)

## Travaux (sélection)
monographies
- Moskaus Söldner? Der „Einheitsverband der Metallarbeiter Berlins“: Entwicklung und Scheitern einer kommunistischen Gewerkschaft. VSA-Verlag (zugl. Diss., FU Berlin 2009), Hamburg 2010,  (ISBN 978-3-89965-406-6).
- mit Siegfried Mielke: Eisenbahngewerkschafter im NS-Staat: Verfolgung – Widerstand – Emigration (1933–1945) (= Gewerkschafter im Nationalsozialismus. Verfolgung – Widerstand – Emigration, Bd. 7). Metropol Verlag, Berlin 2017,  (ISBN 978-3-86331-353-1).
- mit Siegfried Mielke: Alwin Brandes (1866–1949). Oppositioneller – Reformer – Widerstandskämpfer. Mit einem Vorwort von Jörg Hofmann (de) (= Gewerkschafter im Nationalsozialismus. Verfolgung – Widerstand – Emigration, Bd. 9). Metropol Verlag, Berlin 2019,  (ISBN 978-3-86331-486-6).

rédactions
- mit Siegfried Mielke: Funktionäre des Deutschen Metallarbeiterverbandes im NS-Staat. Widerstand und Verfolgung (= Gewerkschafter im Nationalsozialismus. Verfolgung – Widerstand – Emigration, Bd. 1). Metropol Verlag, Berlin 2012,  (ISBN 978-3-86331-059-2).
- mit Siegfried Mielke: Funktionäre des Einheitsverbandes der Metallarbeiter Berlins im NS-Staat. Widerstand und Verfolgung (= Gewerkschafter im Nationalsozialismus. Verfolgung – Widerstand – Emigration, Band 2). Metropol Verlag, Berlin 2012,  (ISBN 978-3-86331-062-2).
- mit Hans Coppi (de): Der vergessene Widerstand der Arbeiter. Gewerkschafter, Kommunisten, Sozialdemokraten, Trotzkisten, Anarchisten und Zwangsarbeiter (= Geschichte des Kommunismus und Linkssozialismus, Band XVI). Dietz-Verlag, Berlin 2012,  (ISBN 978-3-320-02264-8).
- mit Siegfried Mielke: Gewerkschafter in den Konzentrationslagern Oranienburg und Sachsenhausen. Biographisches Handbuch. Bd. 4. (= Gewerkschafter im Nationalsozialismus. Verfolgung – Widerstand – Emigration, Bd. 6). Metropol Verlag, Berlin 2013,  (ISBN 978-3-86331-148-3).
- mit Siegfried Mielke: Emigrierte Metallgewerkschafter im Kampf gegen das NS-Regime (= Gewerkschafter im Nationalsozialismus. Verfolgung – Widerstand – Emigration, Bd. 3). Metropol Verlag, Berlin 2014,  (ISBN 978-3-86331-210-7).
- mit Angelika Arenz-Morch: Gewerkschafter im Konzentrationslager Osthofen 1933/34. Biografisches Handbuch (= Gewerkschafter im Nationalsozialismus. Verfolgung – Widerstand – Emigration, Bd. 8). Metropol Verlag, Berlin 2019,  (ISBN 978-3-86331-439-2).

participation à des expositions et volumes d'accompagnement scientifique
- Günter Morsch (de) (Hrsg.): Mord und Massenmord im Konzentrationslager Sachsenhausen 1936–1945 (= Schriftenreihe der Stiftung Brandenburgische Gedenkstätten, Bd. 13). Metropol Verlag, Berlin 2005,  (ISBN 978-3-936411-93-5).
- Astrid Ley, Günter Morsch (Hrsg.): Medizin und Verbrechen. Das Krankenrevier des KZ Sachsenhausen 1936–1945 (= Schriftenreihe der Stiftung Brandenburgische Gedenkstätten, Bd. 21). Metropol Verlag, Berlin 2007,  (ISBN 978-3-938690-12-3).
- Einzigartig – Dozenten, Studierende und Repräsentanten der Deutschen Hochschule für Politik (1920–1933) im Widerstand gegen den Nationalsozialismus. Hrsg. im Auftrag der FU Berlin und der Gedenkstätte Deutscher Widerstand mit Siegfried Mielke u. a. Lukas Verlag, Berlin 2008,  (ISBN 978-3-86732-032-0).
- Siegfried Mielke, Günter Morsch (Hrsg.): »Seid wachsam, dass über Deutschland nie wieder die Nacht hereinbricht.« Gewerkschafter in Konzentrationslagern 1933–1945. Metropol Verlag, Berlin 2011,  (ISBN 978-3-86331-031-8).
- Vereinte Dienstleistungsgewerkschaft (Hrsg.): Vom Deutschen Buchdruckerverband zur Einheitsgewerkschaft ver.di: 150 Jahre. Solidarität, Emanzipation, Tarifkampf. Heenemann, Berlin 2016.

essais
- Widerstand aus dem Exil. Die Landesgruppe deutscher Gewerkschafter in Großbritannien. In: Informationen – Wissenschaftliche Zeitschrift des Studienkreises Deutscher Widerstand 1933–1945. 39. Jg. (2014), Nr. 79, ISSN 0938-8672, S. 15–19.
- Exil und Gewerkschaftsneuaufbau nach 1945: Kuno Brandel und Fritz Rettmann. Zwei Lebenswege unter erfahrungs- und erinnerungsgeschichtlichen Gesichtspunkten. In: Stefan Berger (Hrsg.): Gewerkschaftsgeschichte als Erinnerungsgeschichte. Der 2. Mai 1933 in der gewerkschaftlichen Erinnerung und Positionierung nach 1945 (= Veröffentlichungen des Instituts für soziale Bewegungen – Schriftenreihe A: Darstellungen, Bd. 60). Klartext, Essen 2015,  (ISBN 978-3-8375-1580-0), S. 191–211.
- The 'Red Unions' and their Resistance to National Socialism: The Unity Union of the Berlin Metal Workers 1930–1935. In: Ralf Hoffrogge (de), Norman LaPorte (Hrsg.): Weimar Communism as Mass Movement 1918–1933. Lawrence & Wishart, London 2017,  (ISBN 978-1-910448-98-4), S. 187–204.
- Eisenbahngewerkschafter im NS-Staat. Verfolgung – Widerstand – Emigration (1933–1945). Forschungsbericht. In: Alexander Kirchner (de) (Hrsg.) und Rolf Hofmann, Friedrich Rewinkel (Red.): Der ständige Kampf. Beschäftigte bei den Bahnen und ihre Gewerkschaften. Zur Verbesserung der Lebens- und Arbeitsbedingungen 1835–2017. Mit Siegfried Mielke als Autor. Pollinger, Frankfurt am Main 2017, S. 111–117.
- Von der Anpassung über die Zerschlagung zum Widerstand. Die gespaltene Gewerkschaftsbewegung und der Nationalsozialismus. Erträge der Forschung. In: Christian‐Matthias Dolff, Julia Gehrke, Christoph Studt (de) (Hrsg.): »Seid einig, einig gegen Hitler!« Formen, Ziele und Motive des Widerstandes von links. Tagungsband zur XXVIII. Königswinterer Tagung (= Schriftenreihe der Forschungsgemeinschaft 20. Juli 1944 e. V. Hrsg. von Joachim Scholtyseck (de), Friedrich von Jagow u. a., Bd. 23). Wißner, Augsburg 2020,  (ISBN 978-3-95786-233-4), S. 161–188.